# La doctrina del fascismo
La doctrina del fascismo (en italiano La Dottrina del Fascismo) es un ensayo seminal firmado por Benito Mussolini y oficialmente atribuido a él, aunque fue con mucha más probabilidad escrito por Giovanni Gentile. Se publicó por primera vez en la Enciclopedia Italiana de 1932, como la primera sección de una más extensa entrada sobre el fascismo, que ocupa las páginas 847 a 884, e incluye numerosas fotografías e imágenes.
Mussolini intentó reunir y destruir todos los ejemplares disponibles de La Dottrina del Fascismo en abril de 1940 (ya en la Segunda Guerra Mundial), al cambiar de opinión sobre algunas frases del texto. (Noël O'Sullivan, 1983) No obstante, subsistieron muchos ejemplares en inglés e italiano, y siguen estando accesibles en las bibliotecas de todo el mundo. 

## Contenido
Los textos citados para este artículo han sido traducidos del artículo en inglés, y deberían ser cotejados con una traducción directa de esta obra. El ensayo atribuido a Mussolini comienza con la siguiente entrada:

FASCISMO - Movimento político italiano creato da Benito Mussolini (v.).
DOTTRINA
Idee Fondamentali.

Esta constituye la primera sección del ensayo, tras la que viene la segunda y última, titulada:

Dottrina Politica e sociale.

La entrada atribuida a Mussolini comienza en la página 847 y termina en la 851, con la firma "Benito Mussolini."
Un concepto clave en el ensayo de Mussolini es que el fascismo es un rechazo de los modelos previos: 

Aunque el XIX fuera el siglo del socialismo, el liberalismo y la democracia, eso no significa que el siglo XX deba ser también el del socialismo, el liberalismo y la democracia. Las doctrinas políticas pasan; las naciones permanecen. Somos libres de creer que este es el siglo de la autoridad, un siglo que tiende hacia 'la derecha', un siglo fascista. Si el XIX fue el siglo del individuo (liberalismo implica individualismo), somos libres de creer que este es el siglo del 'colectivo', y por tanto el siglo del estado. (p. 20)

### Rechazo del socialismo marxista
Mussolini criticó el socialismo científico marxista:

El fascismo (socialismo nacional) se opone por tanto al socialismo internacional, para el que la unidad dentro del Estado (que amalgama clases en una única realidad económica y ética) es desconocida, que no ve en la historia nada más que la lucha de clases. El fascismo se opone igualmente al sindicalismo como un arma de clase. Pero cuando se trae dentro de la órbita del Estado, el fascismo reconoce la necesidad real que hizo surgir al socialismo y al sindicalismo, dándoles su debido peso en el sistema gremial o corporativo en el que los intereses divergentes se coordinan y armonizan en la unidad del Estado.
 (p.15)

Si alguien se preocupara de investigar las actas de las reuniones en los momentos decisivos en que se fundaron los Fasci di Combattimento, no encontraría una doctrina, sino una serie de apuntes...
(p. 23)

Puede objetarse que este programa implique una vuelta a los gremios (corporazioni). ¡No importa!... Yo por lo tanto espero que esta asamblea acepte las reclamaciones económicas avanzadas por el nacional sindicalismo.
 (p. 26)

El fascismo [es] la precisa negación de la doctrina que formó las bases del denominado socialismo científico o marxista
(p. 30)

### Rechazo de la democracia liberal
Tras el socialismo, el fascismo ataca al complejo entero de ideologías democráticas, rechaza a ambos en sus premisas teóricas y en sus aplicaciones o manifestaciones prácticas. El fascismo niega que la mayoría, a través del mero hecho de ser mayoría, pueda gobernar las sociedades humanas; niega que esta mayoría pueda gobernar por medio de una consulta periódica; aforma la irremediable, fructífera y beneficiosa desigualdad de los hombres, que no puede ser nivelada por un hecho mecánico y extrínseco como el sufragio universal.
(p. 31)

El fascismo se opone definitiva y absolutamente a las doctrinas del liberalismo, tanto en la esfera política como en la económica
(p. 32)

El Estado fascista reclama gobernar el campo económico no menos que los otros; hace recaer su acción a través de lo largo y ancho del país por los medios de sus instituciones corporativas, sociales y educativas, y todas las fuerzas políticas, económicas y espirituales de la nación, organizadas en sus respectivas asociaciones, circulan dentro del Estado
Benito Mussolini, 1935, The Doctrine of Fascism, Firenze: Vallecchi Editore (p. 41).

### Concepción del Estado
El concepto fascista del Estado lo abarca todo; fuera de él no pueden existir valores humanos o espirituales, mucho menos tener valor. Así entendido, el fascismo es totalitario, y el Estado fascista -una síntesis y una unidad inclusiva de todo valor- interpreta, desarrolla y potencia la vida entera de un pueblo
(p. 14)

La Carta del Lavoro (Promulgada por el Gran Consejo Fascista el 21 de abril de 1927, y publicada en la Gazzetta Ufficiale, 3 de abril de 1927) [sic] (p. 133)
El Estado Corporativo y su Organización (p. 133)

El Estado corporativo considera que la empresa privada en la esfera de la producción es el instrumento más útil y efectivo para el interés de la nación. En vista del hecho de que la organización privada de la producción es una función de interés nacional, el organizador de la empresa es responsable ante el Estado de la dirección dada a la producción.

La intervención del Estado en la producción económica sólo surge cuando la iniciativa privada está ausente o es insuficiente, o cuando los intereses políticos del estado están involucrados. Esta intervención puede tomar la forma de control, asistencia o dirección directa.
Benito Mussolini, 1935, Fascism: Doctrine and Institutions, Rome: 'Ardita' Publishers(pp. 135-136)

## Diferencias de edición y traducción
El fascismo, cuanto más considera y observa el futuro y el desarrollo de la humanidad, más allá de consideraciones políticas del momento, ni cree en la posibilidad ni en la utilidad de la paz perpetua. Así repudia la doctrina del Pacifismo -nacida de la renuncia a la lucha y acto de cobardía ante el sacrificio. Sólo la guerra lleva a la más grande tensión toda la energía humana y pone el sello de la nobleza sobre los pueblos que tienen valor de ir a ella.
Mussolini: La Doctrina del Fascismo (1935, The Doctrine of Fascism, Firenze: Vallecchi Editore)

Lo primero, mirando al futuro desarrollo de la humanidad, y más allá de presentes consideraciones políticas: El fascismo no cree, hablando en general, en la posibilidad o utilidad de la paz perpetua. Descarta el pacifismo como un refugio de los cobardes en una supina renuncia en contradicción con el autosacrificio. Sólo la guerra lleva las energías humanas a su máxima tensión y pone el sello de la nobleza en los pueblos que tienen el coraje de enfrentarla.
Mussolini: Doctrina e Instituciones del Fascismo (1935, Fascism: Doctrine and Institutions, Rome: 'Ardita' Publishers)

## Ediciones

### En italiano
- Benito Mussolini, voce Fascismo, in Enciclopedia Italiana, 1932.
- Benito Mussolini, La dottrina del Fascismo. Con una storia del movimento fascista di Gioacchino Volpe, Treves-Treccani-Tumminelli, Milano, 1932.
- Benito Mussolini, La dottrina del fascismo, Firenze, Vallecchi Editore, 1935.
- Benito Mussolini, Fascismo: dottrina e istituzioni, Roma, 'Ardita' edizioni, 1935.
- Benito Mussolini, La dottrina del fascismo. Storia, opere ed istituti, a cura di Luigi Contu, Marcello Gallian, Arturo Marpicati, Milano, Hoepli, 1935.
- Benito Mussolini, La dottrina del fascismo, seguita da una appendice a cura di Luigi Contu, Le leggi del Regime fascista, Ulrico Hoepli editore, Milano, 1936.
- Partito Nazionale Fascista. Testi per i corsi di preparazione politica. La dottrina del fascismo dagli scritti e discorsi del Duce, La libreria dello Stato, 1936.
- Benito Mussolini, La Dottrina del Fascismo, Milano, Enrico Hoepli, 1942.
- Benito Mussolini, La Dottrina del Fascismo, in Opera omnia di Benito Mussolini, a cura di Edoardo e Duilio Susmel, La Fenice, Firenze, vol. XXXIV, 1961, pagg. 115-138.
- Gentile, Mussolini, Volpe, Salvatorelli, Il fascismo nella Treccani, Milano, Terziaria, 1997.

### En inglés
- Benito Mussolini, The Political and Social Doctrine of Fascism, first authorized translation into English by Jane Soames, published by Leonard and Virginia Woolf at the Hogarth Press, London W.C. 1933 (anche in The Living Age, novembre 1933, pagg. 235-244).
- Benito Mussolini, Fascism Doctrine and Institutions, Rome, Ardita Publishers, 1935, pagg. 7-42.